# 曼陀罗属
曼陀罗属（学名：Datura），梵文原称达都罗（藏字梵文： dādhura，梵文： dhattūra），藏文中认作“唐超巴”（藏語：ཐང་ཕྲོམ་，藏语拼音：tangchom，泛指莨菪类）的子类，是茄科下原产美洲的一个属，但至迟在公元四世纪之前即已在亚洲生根，故作为最早移殖亚欧大陆的美洲植物被广泛理解作亚洲原生植物。该属共有15种，今主要分布于热带和亚热带地区。
拉丁属名源于其梵文名荙都罗；尽管曼陀罗在梵文中另指其他植物，至迟在明代汉语中已常用“曼陀罗”这一讹转来称呼达都罗。

## 成員物種
曼陀羅屬下目前已知12種：
- D. ceratocaula（英语：Datura ceratocaula） Jacq.
- D. discolor（英语：Datura discolor） Bernh.（英语：Johann Jakob Bernhardi）
- D. dolichocarpa (Lagerh.) Saff.
- 多刺达都罗（英语：Datura ferox）或多刺曼陀罗 D. ferox L.，原产中国西南，其移殖中国西南前的美洲种为栎叶曼陀罗。
- 毛曼陀罗 D. innoxia Mill.
- D. kymatocarpa（英语：Datura kymatocarpa） Barclay
- D. leichhardtii（英语：Datura leichhardtii） F.Muell. ex Benth. (syn. D. pruinosa)
- 洋金花（达都罗） D. metel L.[3]，原产加勒比，四世纪前即已在印度生根
- 栎叶达都罗（英语：Datura quercifolia）或栎叶曼陀罗 D. quercifolia Kunth
- D. reburra（英语：Datura reburra） Barclay
- 曼陀罗花 D. stramonium L.，原产中美洲，在古代亚非大陆广泛分布
- D. wrightii Regel